# Abu Yaman al-Shami
Abu Yaman al-Shami, também referenciado como Abu al-Yaman al-Shami foi um emir do auto-proclamado Estado Islâmico em Kobane.
Tornou-se emir do Estado Islâmico em Kobane após Abdul-Hadi Obaid (comandante na região até então) ser capturado pelas Yekîneyên Parastina Gel em novembro de 2014. Yaman al-Shami era referenciado por sua habilidade de liderança, assegurando o território de Abu Bakr al-Baghdadi mesmo sob intensos ataques aéreos da coalizão e contra-ataques de milícias curdas na cidade localizada no norte da Síria. O jihadista também é conhecido por ser um dos mais importantes atiradores de elite do grupo.
Abu Yaman al-Shami ficou conhecido após aparecer em um vídeo ajudando uma anciã curda que havia sido deixada sozinha por seus filhos e parentes na cidade de Kobane que vive sob intensos confrontos.
al-Shami foi morto durante um ataque aéreo norte-americano que atingiu uma unidade militar do grupo radical no campo de Kobane em 15 de dezembro de 2014.